# Notropis cahabae
Notropis cahabae är en fiskart som beskrevs av Richard L. Mayden och Kuhajda, 1989. Notropis cahabae ingår i släktet Notropis och familjen karpfiskar. IUCN kategoriserar arten globalt som starkt hotad. Inga underarter finns listade i Catalogue of Life.